# Ислам в Ботсване

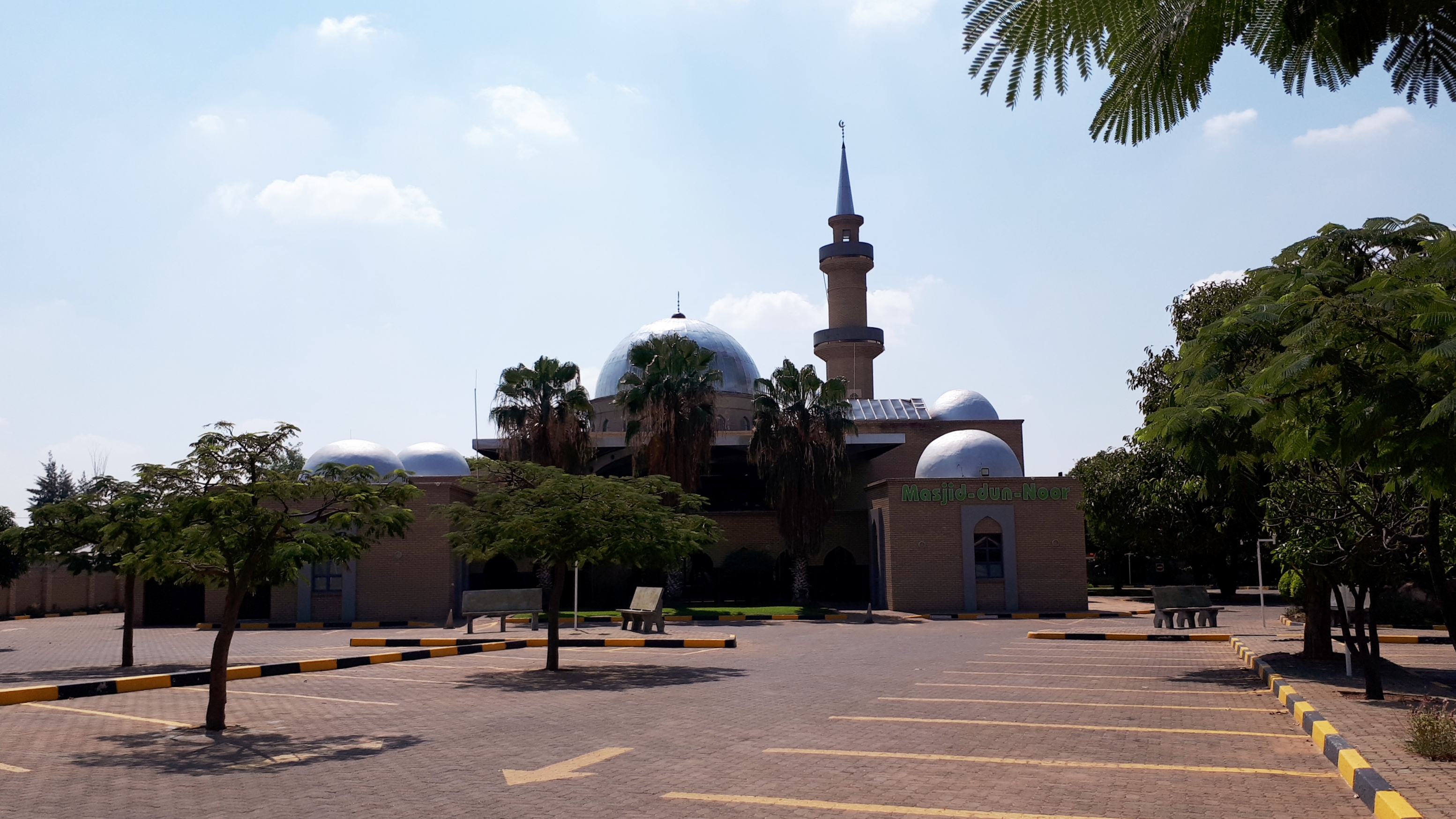
Мечеть в Габороне, Ботсвана

Ислам в Ботсване — религия меньшинства, по данным переписи 2001 года его исповедует менее 1 % населения.

## История
Ислам пришел на территорию Ботсваны вместе с мусульманскими иммигрантами из Южной Азии, которые обосновались в этом регионе во время британского колониального правления.

## Численность и расселение
Большинство населения Ботсваны исповедуют христианство и традиционные верования, а ислам остается религией меньшинства. По данным переписи 2001 года, ислам исповедуют около 5000 человек, преимущественно мигрантов из стран Азии, что составляет менее 1 % населения.
Отношения между различными религиозными группами остаются мирными и доброжелательными, несмотря на рост межрелигиозной напряженности в других частях Африки.